# Tom Drahos
Tom Drahos, né le 17 novembre 1947 en Tchécoslovaquie, est un photographe tchèque.

## Biographie
Après des études à l'Académie de cinéma à Prague, il émigre à Paris en 1968 pour suivre les cours de l'IDHEC. Après s'être essayé à la photographie de reportage, il travaille sur des séquences de 50 à 60 photos sur un thème donné. En 1982, il reçoit une bourse de la FNP. Il participe à la mission photographique de la DATAR. Il est récompensé par le prix Arcimboldo en 2003.

## Expositions
- 1978 : Musée d'art moderne de Paris
- 1980 : Biennale de Paris
- 1980, 1981, 1982 : Ufficio dell'Arte
- 1982 : Galerie 666, Paris
- 4 mai - 26 juillet 1987 : Jaïna : Tom Drahos, Musée, Aurillac[2]

puis 29 avril - 26 juin 1988 : Musée Rimbaud, Charleville-Mézières.
- 1997 : Centre photographique d'Île-de-France, Pontault-Combault[3].
- 14 mai - 15 juin 2003 : Exit, Maison européenne de la photographie, Paris[4].
- 2012 : Galerie Vrais Rêves, Lyon, France.

## Récompenses et distinctions
- 1980 : Prix Kodak de la critique photographique (2e Prix ex aequo)
- 1982 : Prix du livre photo Audiovisuel Kodak
- 2003 : Prix Arcimboldo

## Filmographie
- Tom Drahos, film de 26 minutes co-réalisé par Patrick Roegiers et Bruno Trompier, Maison européenne de la photographie, 1986.